# 杏叶沙参
杏叶沙参（学名：Adenophora petiolata subsp. hunanensis）是桔梗科沙参属的植物，为中国的特有植物。分布在中国大陆的广西、江西、广东、河南、贵州、四川、山西、陕西、湖北、湖南、河北等地，生长于海拔800米至2,000米的地区，一般生于山坡草地以及林缘草地，目前尚未由人工引种栽培。
其亚种加词“hunanensis”意为“湖南的”。

## 别名
宽裂沙参（中国高等植物图鉴）

## 异名
- Adenophora hunanensis Nannf. ssp. huadungensis Hong